# Osvobodilni tigri Tamilskega Eelama
Osvobodilni tigri Tamilskega Eelama (angleško Liberation Tigers of Tamil Eelam; kratica LTTE) je bila tamilska vojaška organizacija (teroristična skupina), ki se je borila za ustanovitev neodvisne države Tamilski Eelam na tamilskem delu Šrilanke.
LTTE je bila edina teroristična organizacija, dana na črno listo s strani večine zahodnih držav, Indije in Malezije, ki je ubila dva državna voditelja, edina skupina z letalsko in pomorsko silo, v njeni sestavi pa je delovala tudi najbolj aktivna samomorilska skupina (med letoma 1980 in 2000 so izvedli 168 samomorilskih napadov, kar je predstavljalo več samomorilskih napadov kot sta jih imela Hezbolah in Hamas skupaj v istem obdobju).

## Zgodovina
LTTE je bila ustanovljena leta 1972 istočasno s TNT in TELO. Maja 1975 je pričela z aktivno vojaško kampanja, ki je nato prerasla v šrilansko državljansko vojno. LTTE je bila uničena leta 2009 v spopadih s Šrilanskimi oboroženimi silami.

## Organizacija
Vodja skupine je bil Velupillai Prabhakaran.
Krovno poveljstvo je bil Osrednji vodstveni komite, ki je nadziral podrejene enote. Organizacija LTTE se je delila na dva dela, vojaški in politični del, pri čemer je zanimivo, da je bil politični del podrejen vojaškemu.
Dalje je bil vojaški del razdeljen na:
- Morske tigre (pomorska skupina),
- Letalske tigre (letalska skupina),
- Polk Charlesa Anthonyja (glavni oboroženi del),
- Črne tigre (samomorilska skupina),
- obveščevalno službo.

K političnemu delu je spadal tudi mednarodni sekretariat, ki je deloval v tujini in skrbel za propagando, dotok financ, nabavo orožja,...
Vse skupaj je imela LTTE okoli 10.000 pripadnikov, od tega je bilo 3.000-6.000 visoko izurjenih in motiviranih.

## Povezave z drugimi terorističnimi skupinami
- PLO je pomagal izuriti nekaj članov LTTE v 70. letih 20. stoletja v Libanonu.
- Abu Sayyaf po letu 1997

## Udejstvovanje
Vojaška taktika LTTE je temeljila na kombinaciji gverilskega bojevanja in terorističnih napadov.

### Najbolj znani napadi
- napad na oporišče Mulathivu (1996)
- samomorilski napad v Colombu (31. januar 1996)
- napad na pristanišče Trincomalee (23. oktober 2000)
- napad na mednarodno letališče Bandaranaike (24. julij 2001)

### Najuglednejše žrtve
- predsednik indijske vlade Radživ Gandhi (1991)
- predsednik Šrilanke Ranasingh Premadas (1993)